# Весняний дощ
«Весняний дощ» — радянський чорно-білий короткометражний художній фільм 1958 року, ВДІКівська курсова робота студентів Кіри Муратової і Олександра Муратова.

## Сюжет
Історія зустрічі і першого романтичного почуття між двома молодими людьми, що вступають у доросле життя — Катею і Костею.

## У ролях
- Валентина Хмара —  Катя
- Олег Табаков —  Костя
- Кіра Муратова — епізод

## Знімальна група
- Сценаристи і режисери-постановники — Кіра Муратова, Олександр Муратов
- Оператори-постановники — Альфредо Алварес, Олександр Рибін
- Композитор — Рафаїл Хозак
- Художник-постановник — Петро Галаджій
- Майстерня проф. Сергія Герасимова